# Aethriscus
Aethriscus es un género de arañas araneomorfas de la familia Araneidae. Se encuentra en la República Democrática del Congo.

## Lista de especies
Según The World Spider Catalog 12.0:
- Aethriscus olivaceus Pocock, 1902
- Aethriscus pani Lessert, 1930